# St. Louis Blues
Los St. Louis Blues (en español: Blues de San Luis) son un equipo profesional de hockey sobre hielo de los Estados Unidos con sede en San Luis, Misuri. Compiten en la División Central de la Conferencia Oeste de la National Hockey League (NHL) y disputan sus partidos como locales en el Enterprise Center.
Fue fundado en 1967 como equipo de expansión, y debe su nombre a la canción St. Louis Blues, de W. C. Handy.

## Historia

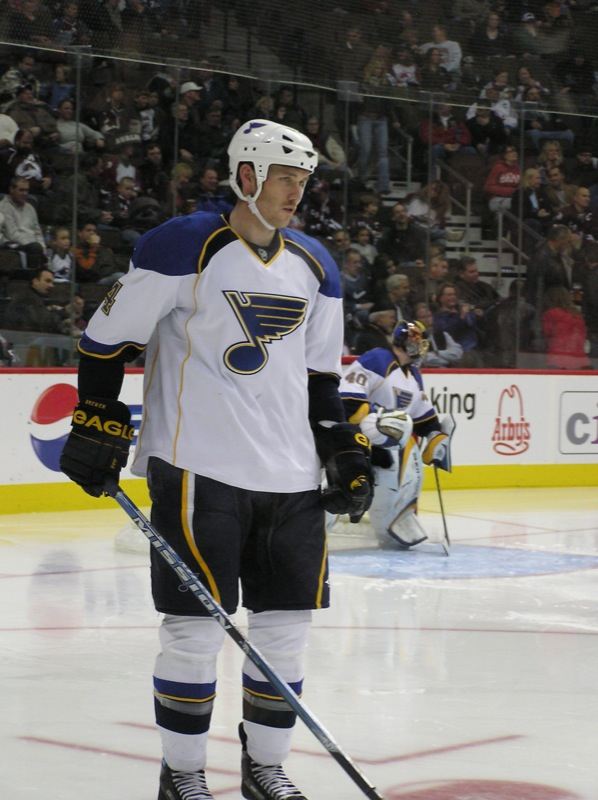
Eric Brewer con la equipación de St.Louis Blues.

St. Louis Blues fue uno de los seis equipos creados para la expansión de la NHL en 1967, junto con Minnesota North Stars, Los Angeles Kings, Philadelphia Flyers, Pittsburgh Penguins y California Seals. La franquicia estaba en un principio prevista para Baltimore, pero los propietarios de Chicago Blackhawks intercedieron para que el nuevo equipo se alojara en el St. Louis Arena, campo de su propiedad. Así, la ciudad de St. Louis consiguió la franquicia a pesar de que nunca realizó una petición formal para albergar un equipo. Sus propietarios fueron la familia Salomon, dueños de varias aseguradoras, mientras que su técnico fue Lynn Patrick.
Los dueños realizaron fuertes inversiones para confeccionar una plantilla competitiva, con veteranos como Doug Harvey, el portero Glenn Hall y Jim Roberts, que dieron sus frutos en las primeras temporadas. En 1969 y 1970 los Blues consiguieron el campeonato de conferencia, pero no pudieron ganar la Stanley Cup al caer frente a Montreal Canadiens y Boston Bruins respectivamente.
La situación cambia cuando el campeonato es reestructurado. Los Blackhawks de Chicago entran en el grupo de los Blues, por lo que su grupo pasaba a ser uno de los más competitivos de la NHL. El equipo perdió a la mayor parte de sus estrellas, y eso hizo que el equipo no pudiera clasificarse para los playoff en varias temporadas. Por otra parte, las decisiones tomadas por la familia Salomon en el tema salarial hicieron que la franquicia corriera riesgo de caer en la bancarrota. 
En 1977 la familia Salomon vende el equipo a Ralston Purina, empresa de alimentación para animales. Los nuevos dueños aseguraron su intención de mantener la franquicia en San Luis, y realizó un plan a largo plazo para revitalizar el equipo. En 1980 consigue su clasificación para los playoff, y durante veinticinco años consecutivos el equipo logró la clasificación para esa ronda. Una temporada después logran el campeonato de división, con jugadores como el portero Mike Luit, el goleador Wayne Babych o Bernie Federko, quien después sería miembro del salón de la fama.
A pesar de los éxitos del equipo, la empresa Purina perdía una cifra aproximada de 1.8 millones de dólares durante su estancia como propietario. Cuando el presidente de la compañía fallece en 1983, su sucesor pone el equipo a la venta, por lo que abandona el club. Tras varias ofertas infructuosas, se aceptó finalmente la de Harry Ornest; un empresario de Los Ángeles que compró el equipo a las pocas horas de que expirara el plazo para hacerlo. Ornest realizó ajustes en el presupuesto, rebajando los salarios de su plantilla, y mantuvo un bloque competitivo. Pero dado los problemas económicos de la franquicia, les era muy complicado mantener a sus jugadores más prometedores.
El equipo volvió a ser vendido en 1986, en esta ocasión al empresario local Michael Shanahan. El nuevo dueño realiza el mismo plan que Ornest, y contrata a Ron Caron como nuevo mánager general. El nuevo director consigue formar un buen ataque, con jugadores como Brett Hull, que les permite terminar bien en la temporada regular, pero los Blues no pasan de la segunda ronda de playoffs. A mediados de la década de 1990, un consorcio de 19 empresas compra el club y aporta capital para construir un nuevo estadio, Kiel Center (actual Enterprise Center) que abre en 1994. 
Más tarde llegaría como director general Mike Keenan, que forma una base de jugadores con la intención de llegar a la final de la Stanley Cup. De entre ellos, destacan Chris Pronger y Al MacInnis como defensas. En la temporada 1999-2000 los Blues consiguen el campeonato de división y el Trofeo del Presidente, con un récord de 114 puntos en la temporada regular. Pero cayeron en la final de conferencia ante los eventuales campeones, Colorado Avalanche.
En 2004 el equipo se pierde, por primera vez en veinticinco años, los playoff. También es la primera vez que la asistencia al estadio desciende a 12.000 personas, y los Blues comenzaron a pasar una difícil racha. La franquicia fue de nuevo vendida, en este acso al consorcio Sports Capital Partners Worldwide, liderado por Dave Checketts. Tras quedar últimos de toda la liga en 2006, SCP anunció la reconstrucción del equipo con la intención de volver a ser competitivos y regresar a los playoff por el título.
Después de años de fracasos y temporadas sin lograr éxito alguno en la temporada 2019 logran calificar a los playoffs después de una buena racha tras estar últimos entre todos los equipos en enero. Tras eliminar a Winnipeg Jets en la primera ronda, a Dallas Stars en la segunda ronda, y a San Jose Sharks en la final de conferencia lograron llegar a una final de la Stanley Cup después de 49 años tras haber logrado llegar a 3 finales consecutivas (1968, 1969 y 1970) y la disputarían ante el equipo que en 1970 le negó la gloria, los Boston Bruins. La serie fue muy pareja, llegando hasta un séptimo y definitivo partido jugado en Boston.
Todo indicaba que los Bruins ganarían por fin la copa en su casa, pues llegaban con mucha facilidad al área de los Blues sin embargo estos mantuvieron el gracias a su arquero Jordan Binnington, faltando 3:13 minutos para terminar el periodo, Jay Bouwmeester asistió a Ryan O´Reilly para poner el 1-0 en el marcador, después faltando 7 segundos para terminar el periodo, Jaden Schwartz aprovechó una desatención de Brad Marchand para asistir al capitán Alex Pietrangelo, que pondría el 2-0 para terminar el primer periodo. En el segundo periodo bajaron las emociones, siendo la acción más clara una jugada en la cual el portero de los Bruins, Tukka Rask casi anota en su propia meta tras un rebote el cual fue salvado por el capitán de los Bruins, Zdeno Chara. Faltando 11:09 segundos en el tercer periodo los Bruins tuvieron la oportunidad de anotar su primer gol, sin embargo Binnington hizo una impresionante salvada con su pie, manteniendo así el 2-0 en el marcador. Después faltando 8:36 segundos en el periodo vendría el tercer gol de los Blues, obra de Brayden Schenn tras ser asistido por Vladimir Tarasenko, el cuarto gol caería  por obra de Zach Sanford, asistido por David Perron, a falta de 2:10 los Bruins por fin pudieron anotar su primer gol, sin embargo no sería suficiente, el tercer periodo terminó y con esto los Blues se convirtieron en el último equipo de expansión salvo los extintos Golden Seals (1967) en ser campeón y lograron romper la mayor sequía sin título alguno de la NHL.

Ryan O´Reilly recibió el Conn Smythe Trophy después de anotar 23 puntos en los playoffs, un récord para la franquicia.                                 Alex Pietrangelo recibió la Stanley Cup, siendo el primer defensa en recibirla desde Zdeno Chara en el 2011.

## Estadio

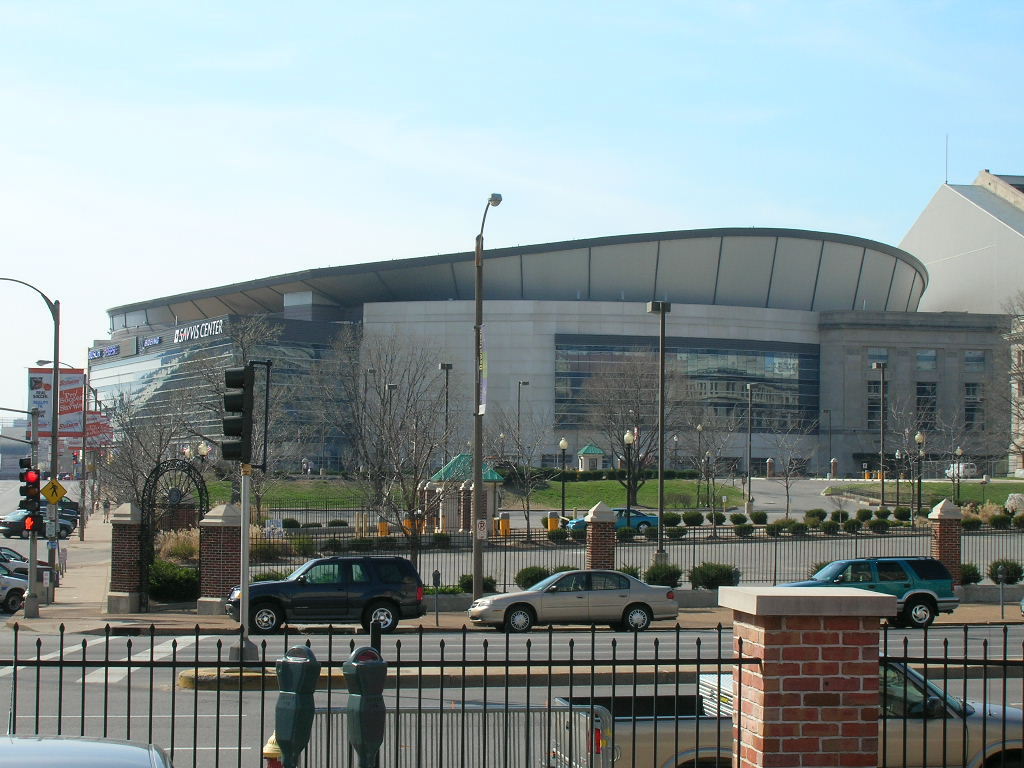
Exterior del Enterprise Center.

El campo donde St. Louis disputa sus partidos es el Enterprise Center (nombre original: Kiel Center). Por razones de patrocinio el arena recibe el nombre de Enterprise Rent-A-Car, una empresa renta de autos. Su propietario es también la empresa que dirige el equipo, SLB Acquisition Holdings LLC.
Cuenta con capacidad para 19.000 personas, y está construido en el año 1994. Anteriormente, el equipo jugaba en el St. Louis Arena.

## Palmarés
- Stanley Cup: 2018-19
- Trofeo de los Presidentes: 1999-2000
- Clarence S. Campbell Bowl: 1968-69, 1969-70, 2018-19

## Curiosidades
- Cada vez que los Blues anotan un gol, suena When the Saints Go Marching In al órgano.
- Su mascota se llama Louie, un oso polar.